# Лазуниха
Лазуниха — деревня в Вичугском районе Ивановской области. Входит в состав Сошниковского сельского поселения.

## География
Находится в северо-восточной части Ивановской области на расстоянии приблизительно 12 км на юго-восток по прямой от районного центра города Вичуга.

## История
В 1872 году здесь (тогда Юрьевецкий уезд Костромской губернии) было учтено 19 дворов, в 1907 году — 31.

## Население
Постоянное население составляло 144 человека (1872 год), 113 (1897), 156 (1907), 33 в 2002 году (русские 94 %), 12 в 2010.